# Shut Up and Dance
"Shut Up and Dance" is een single van de Amerikaanse poprock-band Walk the Moon van hun tweede studioalbum Talking Is Hard, dat in 2014 uitkwam. Het is geschreven door de bandleden en de songwriters Ben Berger en Ryan McMahon. De single werd uitgebracht als muziekdownload als de leadsingle van Talking Is Hard op 10 september 2014.
De single werd een groot succes, en piekte op de vierde plek in de Billboard Hot 100 (Verenigde Staten). Buiten de Verenigde Staten, stond het nummer op de eerste plek in Polen en haalde een plek binnen de top tien in Australië, Canada, Duitsland, Israël, Ierland en Engeland. De band bracht het nummer ten gehore bij The Tonight Show Starring Jimmy Fallon, Late Night with Seth Meyers, Jimmy Kimmel Live!, The Ellen DeGeneres Show en Good Morning America.

## Tracklijst
| Nr. | Titel             | Duur |
| --- | ----------------- | ---- |
| 1.  | Shut Up and Dance | 3:17 |

| Nr. | Titel                                 | Duur |
| --- | ------------------------------------- | ---- |
| 1.  | Shut Up and Dance                     | 3:17 |
| 2.  | Shut Up and Dance (Live at Sirius XM) | 3:15 |

| Nr. | Titel             | Duur |
| --- | ----------------- | ---- |
| 1.  | Shut Up and Dance | 3:17 |

## Hitnoteringen

### Nederlandse Top 40
| Hitnotering: 20-12-2014 t/m 14-03-2015 | Hitnotering: 20-12-2014 t/m 14-03-2015 | Hitnotering: 20-12-2014 t/m 14-03-2015 | Hitnotering: 20-12-2014 t/m 14-03-2015 | Hitnotering: 20-12-2014 t/m 14-03-2015 | Hitnotering: 20-12-2014 t/m 14-03-2015 | Hitnotering: 20-12-2014 t/m 14-03-2015 | Hitnotering: 20-12-2014 t/m 14-03-2015 | Hitnotering: 20-12-2014 t/m 14-03-2015 | Hitnotering: 20-12-2014 t/m 14-03-2015 | Hitnotering: 20-12-2014 t/m 14-03-2015 | Hitnotering: 20-12-2014 t/m 14-03-2015 | Hitnotering: 20-12-2014 t/m 14-03-2015 | Hitnotering: 20-12-2014 t/m 14-03-2015 |
| Week:                                  | 1                                      | 2                                      | 3                                      | 4                                      | 5                                      | 6                                      | 7                                      | 8                                      | 9                                      | 10                                     | 11                                     | 12                                     |                                        |
| -------------------------------------- | -------------------------------------- | -------------------------------------- | -------------------------------------- | -------------------------------------- | -------------------------------------- | -------------------------------------- | -------------------------------------- | -------------------------------------- | -------------------------------------- | -------------------------------------- | -------------------------------------- | -------------------------------------- | -------------------------------------- |
| Positie:                               | 33                                     | 26                                     | 24                                     | 22                                     | 23                                     | 23                                     | 25                                     | 26                                     | 29                                     | 34                                     | 36                                     | 39                                     | uit                                    |

### NederlandseSingle Top 100
| Positie: | 65 | 63 | 52 | 40 | 31 | 28  | 29 | 28 | 34 | 37 | 42 | 40 | 39 | 40 | 43 | 43 | 51 | 51 | 50 | 50 |
| Week:    | 21 | 22 | 23 | 24 | 25 | 26  | 27 | 28 | 29 | 30 | 31 | 32 | 33 | 34 | 35 | 36 | 37 | 38 | 39 | 40 |
| Positie: | 48 | 49 | 54 | 52 | 55 | 53  | 51 | 53 | 56 | 47 | 50 | 56 | 56 | 53 | 57 | 53 | 56 | 52 | 60 | 82 |
| Week:    | 41 | 42 | 43 | 44 | 45 |     |    |    |    |    |    |    |    |    |    |    |    |    |    |    |
| Positie: | 79 | 72 | 66 | 84 | 89 | uit |    |    |    |    |    |    |    |    |    |    |    |    |    |    |

### 3FM Mega Top 50
| Hitnotering: 13-12-2014 t/m 13-06-2015 | Hitnotering: 13-12-2014 t/m 13-06-2015 | Hitnotering: 13-12-2014 t/m 13-06-2015 | Hitnotering: 13-12-2014 t/m 13-06-2015 | Hitnotering: 13-12-2014 t/m 13-06-2015 | Hitnotering: 13-12-2014 t/m 13-06-2015 | Hitnotering: 13-12-2014 t/m 13-06-2015 | Hitnotering: 13-12-2014 t/m 13-06-2015 | Hitnotering: 13-12-2014 t/m 13-06-2015 | Hitnotering: 13-12-2014 t/m 13-06-2015 | Hitnotering: 13-12-2014 t/m 13-06-2015 | Hitnotering: 13-12-2014 t/m 13-06-2015 | Hitnotering: 13-12-2014 t/m 13-06-2015 | Hitnotering: 13-12-2014 t/m 13-06-2015 | Hitnotering: 13-12-2014 t/m 13-06-2015 | Hitnotering: 13-12-2014 t/m 13-06-2015 | Hitnotering: 13-12-2014 t/m 13-06-2015 | Hitnotering: 13-12-2014 t/m 13-06-2015 | Hitnotering: 13-12-2014 t/m 13-06-2015 | Hitnotering: 13-12-2014 t/m 13-06-2015 | Hitnotering: 13-12-2014 t/m 13-06-2015 | Hitnotering: 13-12-2014 t/m 13-06-2015 | Hitnotering: 13-12-2014 t/m 13-06-2015 | Hitnotering: 13-12-2014 t/m 13-06-2015 | Hitnotering: 13-12-2014 t/m 13-06-2015 | Hitnotering: 13-12-2014 t/m 13-06-2015 | Hitnotering: 13-12-2014 t/m 13-06-2015 | Hitnotering: 13-12-2014 t/m 13-06-2015 | Hitnotering: 13-12-2014 t/m 13-06-2015 |
| Week:                                  | 1                                      | 2                                      | 3                                      | 4                                      | 5                                      | 6                                      | 7                                      | 8                                      | 9                                      | 10                                     | 11                                     | 12                                     | 13                                     | 14                                     | 15                                     | 16                                     | 17                                     | 18                                     | 19                                     | 20                                     | 21                                     | 22                                     | 23                                     | 24                                     | 25                                     | 26                                     | 27                                     |                                        |
| -------------------------------------- | -------------------------------------- | -------------------------------------- | -------------------------------------- | -------------------------------------- | -------------------------------------- | -------------------------------------- | -------------------------------------- | -------------------------------------- | -------------------------------------- | -------------------------------------- | -------------------------------------- | -------------------------------------- | -------------------------------------- | -------------------------------------- | -------------------------------------- | -------------------------------------- | -------------------------------------- | -------------------------------------- | -------------------------------------- | -------------------------------------- | -------------------------------------- | -------------------------------------- | -------------------------------------- | -------------------------------------- | -------------------------------------- | -------------------------------------- | -------------------------------------- | -------------------------------------- |
| Positie:                               | 38                                     | 31                                     | 30                                     | 43                                     | 23                                     | 22                                     | 21                                     | 15                                     | 14                                     | 13                                     | 21                                     | 23                                     | 23                                     | 22                                     | 23                                     | 24                                     | 29                                     | 32                                     | 33                                     | 31                                     | 33                                     | 35                                     | 38                                     | 48                                     | 47                                     | 48                                     | 50                                     | uit                                    |

### NPO Radio 2 Top 2000
| Nummer met noteringen in de NPO Radio 2 Top 2000 | '15  | '16  | '17  | '18  | '19  | '20  | '21  | '22  | '23  | '24  |
| ------------------------------------------------ | ---- | ---- | ---- | ---- | ---- | ---- | ---- | ---- | ---- | ---- |
| Shut Up and Dance                                | 1270 | 1640 | 1457 | 1785 | 1833 | 1926 | 1785 | 1714 | 1708 | 1525 |

1. ↑  Een vetgedrukt getal geeft de hoogste notering aan.
2. ↑  2015 was het eerste jaar met een notering voor dit nummer.

## Trivia
- Professioneel darter Michael Smith gebruikt het nummer als opkomstmuziek.